# Malabarskogstörnskata
Malabarskogstörnskata (Tephrodornis sylvicola) är en tätting i familjen vangor som enbart förekommer i sydvästra Indien.

## Utseende
Malabarskogstörnskata är en stor (16,5–18,5 cm) och mörk fågel i släktet, med en bred och mörk ansiktsmask, vit övergump, mörk stjärt och avsaknad av ögonbrynsstreck. Ovansidan är gråbrun med brunare vingpennor. Den är mycket lik större skogstörnskata, men har större ansiktsmask.

## Utbredning och systematik
Malabarskogstörnskatan återfinns i sydvästra Indien (Västra Ghats från Narbadafloden till Kerala. Den behandlades tidigare som underart till större skogstörnskata (Tephrodornis virgatus).

### Familjetillhörighet
Släktet har länge flyttats runt mellan olika familjer. Fram tills nyligen placerades arterna istället i familjen skogstörnskator (Tephrodornithidae) med filentomor och släktet Hemipus. Studier visar dock att denna grupp är nära släkt med vangorna och flyttas nu allmänt dit.

## Status och hot
Arten har ett stort utbredningsområde och en stor population med stabil utveckling och tros inte vara utsatt för något substantiellt hot. Utifrån dessa kriterier kategoriserar internationella naturvårdsunionen IUCN arten som livskraftig (LC).